# Kira Grünberg
Kira Grünberg (Innsbruck, 13 agosto 1993) è una politica ed ex astista austriaca.

## Carriera
È detentrice del record nazionale sia assoluto che under 23 nel salto con l'asta outdoor e indoor, entrambi ottenuti con la misura di 4,45 m rispettivamente nel 2014 e nel 2015
A livello assoluto ha rappresentato l'Austria ai campionati europei di atletica leggera nel 2014, stabilendo il record nazionale durante le qualificazioni e arrivando in finale, dove però ottenne tre salti nulli. Nel 2015 prese parte ai campionati europei indoor, dove però non ha superato le fasi di qualificazione.
Il 30 luglio 2015, durante un allenamento, ha subito un grave incidente cadendo di schiena dopo un salto fuori dall'area dei materassi.
Questo incidente le ha provocato una tetraplegia che ha segnato la fine della sua carriera sportiva. Dopo le prime settimane di riabilitazione è tornata a muovere le braccia.
Dal 2017 sta nel parlamento austriaco (Nationalrat) per la Österreichische Volkspartei come portavoce per i diversamente abili. Ha ricevuto circa 1900, nel 2019 circa 500 voti. 

## Record nazionali

### Promesse e assoluti
- Salto con l'asta: 4,45 m ( Zurigo, 12 agosto 2014)
- Salto con l'asta indoor: 4,45 m ( Praga, 6 marzo 2015)

## Progressione

### Salto con l'asta
| Stagione | Risultato | Luogo      | Data      | Rank. Mond. |
| -------- | --------- | ---------- | --------- | ----------- |
| 2015     | 4,40 m    | Innsbruck  | 4-7-2015  | 52ª         |
| 2014     | 4,45 m    | Zurigo     | 12-8-2014 | 36ª         |
| 2013     | 4,22 m    | Südstadt   | 3-8-2013  | 114ª        |
| 2012     | 4,15 m    | Barcellona | 14-7-2012 | 151ª        |
| 2011     | 4,00 m    | Innsbruck  | 6-8-2011  | -           |
| 2010     | 4,01 m    | Salisburgo | 12-6-2010 | -           |
| 2009     | 3,91 m    | Vienna     | 7-6-2009  | -           |

## Palmarès
| Anno | Manifestazione            | Sede       | Evento           | Risultato      | Prestazione | Note             |
| ---- | ------------------------- | ---------- | ---------------- | -------------- | ----------- | ---------------- |
| 2009 | Mondiali allievi          | Bressanone | Salto con l'asta | 10ª            | 3,80 m      |                  |
| 2010 | Mondiali juniores         | Moncton    | Salto con l'asta | Qualificazione | 3,85 m      |                  |
| 2010 | Giochi olimpici giovanili | Singapore  | Salto con l'asta | 5ª             | 3,90 m      |                  |
| 2012 | Mondiali juniores         | Barcellona | Salto con l'asta | 4ª             | 4,15 m      |                  |
| 2013 | Europei under 23          | Tampere    | Salto con l'asta | 10ª            | 4,15 m      |                  |
| 2014 | Europei                   | Zurigo     | Salto con l'asta | Finale         | nm          | [ 2 ]            |
| 2015 | Europei indoor            | Praga      | Salto con l'asta | 15ª (q)        | 4,45 m      | Record nazionale |
| 2015 | Europei under 23          | Tallinn    | Salto con l'asta | 4ª             | 4,25 m      |                  |